# Арктическая раса
Арктическая раса, также эскимосская раса или эскимоиды, — в антропологии совокупность людей определённого физического типа, сформировавшегося в ходе исторически продолжительного заселения древним человеком территорий арктических широт Евразии и Северной Америки. Согласно многим научным классификациям, к арктической расе в значительной своей части относятся эскимосы, алеуты, чукчи, ительмены и коряки.
Не подлежит сомнению происхождение арктической расы из азиатского очага расселения. Для её представителей характерны смуглая кожа, слегка вытянутый череп, чёрные жёсткие прямые волосы, суженный горизонтальный разрез тёмных глаз, чаще без эпикантуса, высокие острые скулы, прогнатизм, утолщение слизистой губ, расширенный угол нижней челюсти (пентагональность), довольно высокий, узкий в переносице нос, укороченный корпус с округлой грудной клеткой, слегка укороченные руки, относительно длинные и прямые ноги, крепкая кость с увеличенной мышечной массой и уменьшенным жировым слоем, средний рост 162 ± 5 см..
В арктической расе сложным образом сочетаются антропологические признаки, характерные, с одной стороны, для народов Сибири, с другой стороны — для народов Северного Китая и некоторых популяций Центральной и Южной Америки, из-за чего её ещё часто называют малой или переходной расой. Первостепенным для антропологов является вопрос о роли арктической расы в заселении Америки, — антропологическое сходство некоторых индейских популяций с арктической расой заставляет предполагать между ними какую-то связь, но объяснить её способом, не вызывающим ни у кого возражений, учёным пока не удалось, и вопрос остаётся открытым.

## Происхождение и развитие термина
Особенность антропологического строения народов, населяющих Крайний Север и арктическое побережье Северной Америки, привлекла к себе внимание учёных не сразу. На первых порах их не отличали от самой общей так называемой «жёлтой» или «восточной» расы. Географическая изолированность этих народов долгое время не позволяла получить достаточные для научного анализа материалы. Однако уже в 1900-м году в антропологических трудах Э. Геккеля и Ф. Мюллера, взявших за основу для своей классификации строение человеческого волоса, арктические народы как «прямоволосые» выделены, наряду с монголами, в отдельный тип.
В 1945-м — 1947-м годах, — скорее всего, независимо друг от друга, — американский учёный Э. Хутон и советский учёный Г. Ф. Дебец, обобщая в своих работах обширные материалы этнографических северных экспедиций, пришли к выводу о существовании среди народов Крайнего Севера и Арктики особого варианта монголоидной расы, который первый назвал «Арктический монголоидный или эскимосский тип», а второй «Арктическая раса».
В 1951 году советский учёный Н. Н. Чебоксаров полностью поддержал выводы Дебеца, но при этом ввёл понятие «большой» расы, с наиболее общими признаками, и «малой» расы, варьирующей основные признаки «большой». Так появилась «Арктическая (Эскимосская) малая раса», — одна из 9 «малых» рас, входящих в «большую» Азиатско-американскую (Монголоидную) расу. В 2005 году классификация Чебоксарова была рекомендована к изучению в российских ВУЗах.
Работы следующих антропологов СССР уже не ставили под сомнение существование особого арктического типа, наиболее распространённого среди эскимосов и коряков, но встраивали его в свои системы по-своему. Я. Я. Рогинский и М. Г. Левин в известной классификации (1963) сократили число малых рас монголоидов до 5, включавших, однако, арктическую. Известный советский антрополог В. П. Алексеев в книге «География человеческих рас» (1974) отказался от сравнительных эпитетов «малый-большой», предложив концепцию «стволов и ветвей» с дальнейшей дифференциацией по расам и разновидностям рас; по его классификации арктическая раса относится к азиатской ветви азиатско-американского ствола и делится на «континентальную» (эскимосский тип) и «островную» (алеутский тип) группы популяций.
В дальнейшем советские учёные В. В. Бунак (1980) и М. Г. Абдушелишвили (1990) в принципе согласились с Алексеевым, лишь назвав эти популяции соответственно «Арктической сибирской» и «Арктической азиатско-американской» расой или «Арктическим континентальным» и «Арктическим островным» типом.
Нужно заметить, что в западной научной традиции с советской и, по преемственности, с российской терминологией, кажется, не знакомы. Досконально изучив эскимосов, учёные Канады и США склонны противопоставлять их алеутам, в то же время не выделяя эскимоидов в отдельную расу. — В англоязычных источниках к арктическому типу монголоидов или даже к эскимоидам относят одновременно якутов, эвенков, тунгусов и самоедов, что для российских учёных звучит весьма дискуссионно.

## Происхождение арктической расы, ареал и прочие сведения
Происхождение арктической расы, как и многих других в антропологии, дебатируется. На основании довольно редких и разрозненных фактов, предоставляемых археологией, трудно точно установить дату расогенеза, установить, какие признаки являются следствием адаптации, а какие — метисации; выяснить направление миграции признаков и последовательность их возникновения. Первые западные антропологи, занимавшиеся арктическими народами, локализовали происхождение эскимоидов в районе Гудзонова залива или в южной части Аляски.
Позднее, тщательный одонтологический анализ позволил антропологу К. Г. Тернеру локализовать очаг прото-алеуто-эскимосского расселения в Приамурье и на побережье Охотского моря, другие учёные, которых большинство, центром расселения предполагают восточный берег Берингова моря, куда прото-эскимосы «прибыли» около 10 тысяч лет до н. э. Согласно третьей точке зрения, формирование шло «волнами», и собственно арктическая раса возникла довольно поздно, — на рубеже Новой эры, — представляя собой адаптацию в условиях севера антропологического типа, сложившегося из смешения второй волны прото-эскимосских популяций с представителями тихоокеанского расогенеза азиатской ветви.
Ареал арктической расы чрезвычайно широк: от Верхоянского хребта на западе до берегов Гренландии на востоке, — что составляет в протяжённости около 8 тысяч километров; от Fort Conger на севере до устья реки Святого Лаврентия на юге, — что составляет в протяжённости около 4 тысяч километров. На столь обширной территории проживает всего около 400 000 представителей различных северных народов, едва половина из которых относится к арктической расе.
Для арктических популяций вообще, и для арктической расы в частности, характерно сочетание высокой плотности сложения, крупной цилиндрической грудной клетки, мезоморфии и высокоминерализированного (крепкого) скелета с увеличенной костномозговой полостью костей и уменьшенной толщиной компактной костной ткани. Основной обмен веществ в организме, общий белок, холестерин, гамма-глобулины, ОРЭ, — обычно повышены; артериальное давление несколько понижено. Корреляционный анализ по индексу суровости погоды подтвердил довольно высокую корреляцию (0,6 — 0,8) у представителей северных народов между условиями погоды и такими признаками, как теплопродукция, весоростовой индекс Рорера, обхват грудной клетки и содержание холестерина в крови.
Не вызывает сомнений адаптивный характер перечисленных отклонений от «нормы» (среднестатистического представителя умеренных широт), однако механизм некоторых явлений, к примеру, полное отсутствие заболеваний атеросклерозом при почти удвоенной норме холестерина в крови, остаётся загадкой генного уровня.